# Beside You
Beside You è un singolo del cantautore britannico James Blunt, pubblicato il 2 agosto 2023 come primo estratto dal settimo album in studio Who We Used to Be.

## Descrizione
Scritto da James Blunt, Richard Boardman, David Strääf, Ennio Morricone, James Essien e prodotto da The Six (un collettivo di Manchester che ha lavorato con Clean Bandit, Marshmello e James Arthur), il brano è il singolo di lancio del settimo album in studio di Blunt, Who We Used To Be, uscito nell'autunno 2023.
Il 25 agosto 2023 viene pubblicato il remix del brano a cura di Alle Farben.

## Video musicale
Il video musicale, diretto dal regista Craig Bingham, è stato reso disponibile sul canale YouTube dell'artista il 10 agosto 2023. La clip evoca i ricordi del passato del cantautore: incontrando versioni di se stesso nel corso della sua vita, Blunt si ritrova ad abbracciare i personaggi del suo passato, mentre percorre la sua strada.
Il lyric video ufficiale è stato successivamente caricato il 31 agosto seguente.

## Tracce
Testi e musiche di James Blunt, Richard Boardman, David Strääf, Ennio Morricone e James Essien.
Download digitale
1. Beside You – 3:05

Download digitale/streaming – Alle Farben Remix
1. Beside You (Alle Farben Remix) – 3:03
2. Beside You – 3:05

## Classifiche

### Classifiche settimanali
| Classifica (2023-24) | Posizione massima |
| -------------------- | ----------------- |
| Estonia              | 22                |
| Polonia              | 65                |

### Classifiche di fine anno
| Classifica (2023) | Posizione |
| ----------------- | --------- |
| Estonia           | 197       |